# Alchemilla palmata
Alchemilla palmata é uma espécie de rosácea do gênero Alchemilla, pertencente à família Rosaceae.